# أحمد بن علي الباغائي
أبو العباس أحمد بن علي بن أحمد بن محمد بن عبد الله الربعي الباغائي من بلدة باغاية الجزائرية الواقعة بمنطقة الأوراس وهو مقرئ وفقيه جزائري الأصل أندلسي الوفاة. ولد سنة 345 هـ / 956م بباغاية. توفي يوم الأحد 11 ذي القعدة عام 401 هـ / 1011م.

## طلب العلم
رحل إلى المشرق طلبا للعلم فأخذ عن شيوخ كثيرين منهم:
- أبو الطيب بن غلبون
- أبو بكر الأدفوي

## الاستقرار بالأندلس
دخل الأندلس عام 376 هـ، فتصدر للإقراء بالمسجد الجامع بقرطبة. واستدعاه المنصور بن أبي عامر ليؤدب ولده عبد الرحمن ثم عتب عليه فأبعده. ولما آل الحكم للمؤيد بالله هشام بن الحكم في دولته الثانية رقاه إلى خطة الشورى بقرطبة مكان أبي عمر الإشبيلي الفقيه ولم يطل به المقام في هذا المنصب إذ وافاه أجله بعد سنة.

## قالوا عنه
- ياقوت الحموي في المعجم: كان لا نظير له في علوم القرآن.
- ابن بشكوال (578 هـ / 1182م) في كتابه الصلة: كان من أهل الحفظ والعلم والذكاء والفهم، وكان في حفظه آية من آيات الله وكان بحرا من بحور العلم، وكان لا نظير له في علم القرآن قراءاته وإعرابه وأحكامه، وناسخه ومنسوخه.
- ابن حيان: كان ربانيا في علوم الإسلام، جم الرواية شديد الحفظ، آية في ذلك، لم يخلف بعده أحدا يقربه في علوم القرآن، وهي كانت الغالبة عليه.

## مؤلفاته
- 'أحكام القرآن

## تلاميذه
- محمد بن عتاب قرأ عليه كتبه أحكام القرآن.

## من نسله
ابن بنته: عبد الرحمن بن محمد بن شعيب القرطبي المقرئ، أخذ القراءات على مكي بن أبي طالب، وأخذها عنه عبد الرحمن بن محمد بن عتاب (ت 472 /) وعبد الله بن محمد بن خيرة القرطبي.